# Драгољуб Миловановић
Драгољуб Миловановић (Београд, 1902 — Брезница, 1922) био је каналски радник и секретар Централне управе Савеза комунистичке омладине Југославије. 

## Биографија
Рођен је 1902. године у Београду. Потицао је из многобројне сиромашне радничке породице. Његов отац је био обућар, а Драгољуб је био седмо дете у породици. 
За време аустроугарске окупације одведен је 1918. године у концентрациони логор, где је дошао у додир са заробљеним радницима и преко њих се упознао са социјалистичким идејама. Одмах по завршетку Првог светског рата укључио су рад револуционарног покрета. Члан Савеза комунистичке омладине Југославије (СКОЈ) постао је одмах по оснивању ове организације у октобру 1919. године. 
Био је најпре секретар синдикалне организације београдских комуналних радника, током 1919. године, а затим је постао члан Месног одбора СКОЈ-а у Београду и посветио се раду са младима радницима. Децембра 1921. године одлуком Централног партијског већа Комунистичке партије Југославије (КПЈ) именован је заједно са Рајком Јовановићем да буде секретар Централне управе СКОЈ-а. Њихов главни задатак је био рад на обнављању СКОЈ-а, чије су се многе организације распале услед доношења Обзнане и забране његовог рада и организовање илегалног начина рада. 
Био је учесник Прве земаљске конференције СКОЈ-а, која је одржана августа 1922. године у Љубљани. На овој конференцији је био потврђен његов избор за секретара Централне управе СКОЈ-а. Убрзо после завршетка конференције Драгољуб је отишао у Беч, где је као делегат СКОЈ-а учествовао на састанцима у Секретеријату Балканске комунистичке омладинске федерације.
Приликом повратка у Југославију, 19. септембра 1922. године и покушао је да преко планине Стол илегално пређе југословенско-аустријску границу, али је том приликом убијен. Сахрањен је у оближњем селу Брезници, код Жировнице, а 1959. године његов гроб је обновљен и постављена је спомен-плоча.